# Paraliparis mento
Paraliparis mento är en fiskart som beskrevs av Gilbert 1892. Paraliparis mento ingår i släktet Paraliparis och familjen Liparidae. Inga underarter finns listade i Catalogue of Life.